# Subramanya Bharathi
Subramanya Bharathi (tamoul : சுப்பிரமணிய பாரதி, çuppiramaṇiya pārati) (11 décembre 1882 - 11 septembre 1921) est un poète indien de langue tamoule.
Connu sous le nom de Mahakavi Bharathi (l'épithète laudative Maha Kavi veut dire « Grand Poète » en tamoul), il est célébré comme l'un des plus grands poètes de l'Inde. Son nom est profondément lié à Pondichéry, alors territoire français, où il passa 10 ans, de 26 à 36 ans, de sa courte existence. Bharathi fut très prolifique, tant sous forme de prose que sous forme de poèmes et chansons. Il donna également un nouveau souffle à la littérature tamoule, à la fois dans son style que dans les sujets abordés. Ses œuvres aidèrent à rassembler les masses pour soutenir le mouvement pour l'indépendance de l'Inde en Inde du Sud. Bharathi vécut durant une période mouvementée de l'histoire de l'Inde, et ses contemporains comptent des hommes comme le Mahatma Gandhi, Bal Gangadhar Tilak, Sri Aurobindo, Shuddhananda Bharati and V.V.S.Aiyar.

## Biographie

### Enfance
Subramaniya Bharathi est né le 11 décembre 1882 dans le ville d’Ettayapuram à l’extrême sud de l’Inde, de Cinnaswami Ayer et Lakshmi Ammal tous deux de famille brahmane. À l’âge de cinq il perdit sa mère et fut élevé par son père qui avait des ambitions pour la scolarité de son fils en anglais, en arithmétique et en ingénierie. Dès son plus jeune âge Subramaniya s’intéressa à la musique et la poésie. À ses onze ans il reçut du Raja de la principauté d’Ettayapuram et de son assemblée des poètes le titre de « Bharathi », un des noms de Saraswati, la déesse de la connaissance, de la musique et des arts, pour sa prédisposition pour la poésie. Il alla au « M.D.T. Hindu College » de Tirunelveli, où il éprouvait des difficultés dans les matières scolaires classiques et échoua son examen de fin d’études. Durant ses études secondaires en juin 1896 il fut marié à  Chellamma.
En 1898 à la suite du décès de son père, Bharathi entreprit son 1er voyage en Inde du nord à Bénarès qui lui permit de s’ouvrir à la spiritualité hindoue et au nationalisme, à la base des revendications d’indépendance de l’Inde, de perfectionner son anglais, d’apprendre le hindi et le sanskrit. Ce séjour fut aussi à l’origine de modification de son apparence. Désormais il porterait une barbe et un turban, ce dernier entre autres en admiration pour les sikhs.

### Poète militant
Malgré sa réussite à l’examen d’entrée à l’Université sur place, Bharathi décida de retourner à Ettayapuram en 1901, où il fut admis comme poète à la cour du raja Jagadveera Rama Venkatesvara Ettappa. Au cours de cette période s’affirmèrent ses convictions de transformation radicales de la société, ses idées d’émancipation des femmes et d’indépendance de l’Inde du joug colonial britannique. Il s’intéressa aux Révolutions française et russe, au journalisme, et compris l’importance de l’information et de la presse écrite.
En novembre 1904 il devint rédacteur en chef adjoint de Swadesamitram, un quotidien tamoul à tendance modérée et rédacteur en chef de Chakravartini, un mensuel réformateur féministe. Fin 1905 Subramanya Bharathi participa au Congrès National qui se réunit à Bénarès pour condamner fermement la décision du Vice-Roi des indes Geoge Curzon de partitionner le Bengale en deux provinces un an auparavant. Durant son voyage de retour il fit connaissance de la sœur Nivedita, la disciple de Vivekananda, qu’il admirait par la suite pour ses idées modernes et émancipatrices, à l’origine de ses poèmes féministes.

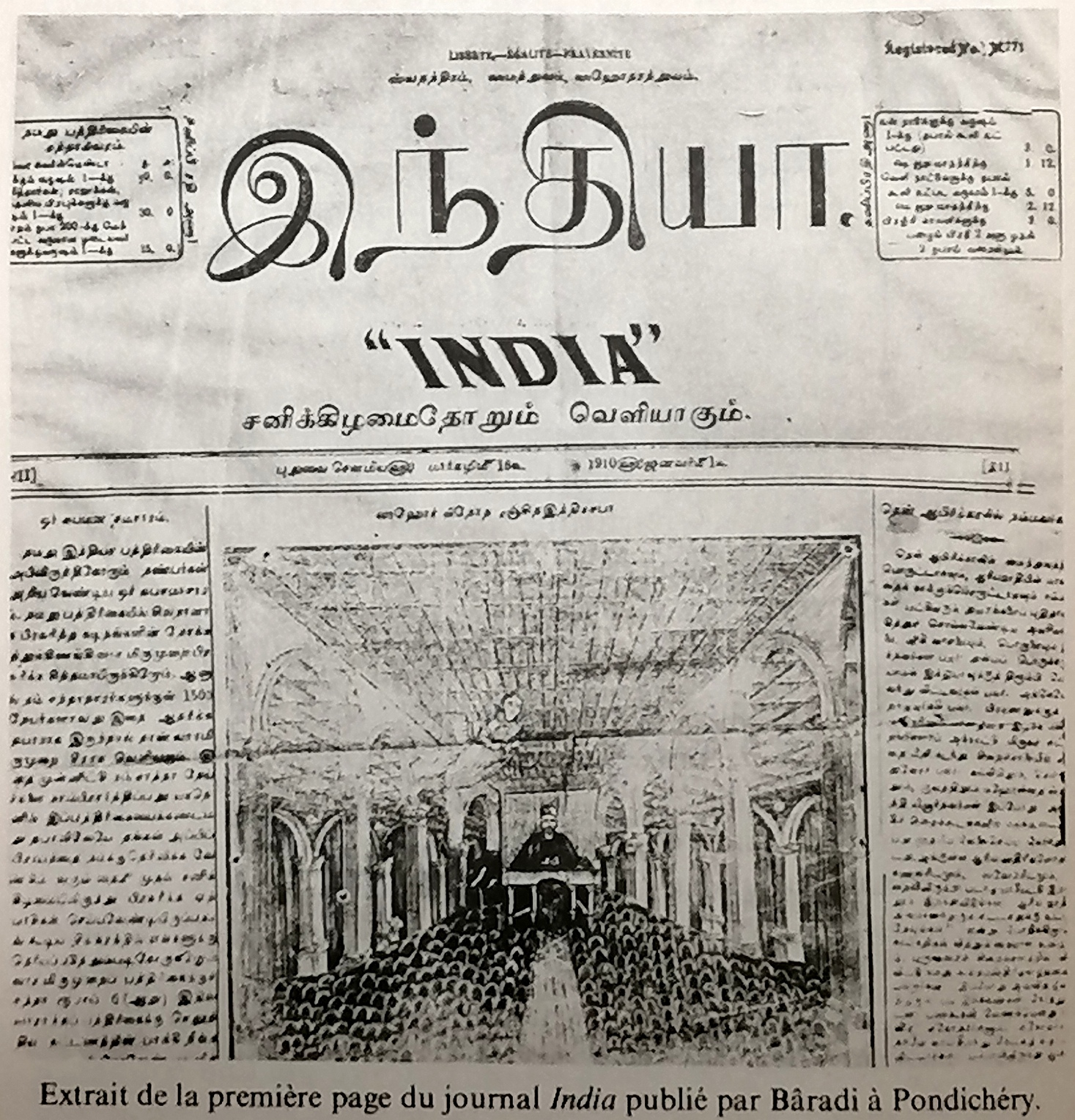
Hebdomadaire en langue tamoule édité par Subramanya Bharathi d'abord à Madras en 1907, puis à Pondichéry en 1908.

À partir de 1907 il édita deux revues, l’une anglaise Bala Bharatham et l’autre tamoule India, lui permettant entre autres, de publier nombre de ses écrits poétiques et nationalistes, de développer ses idées militantes. La même année lors du Congrès National Indien à Surate dans le nord-ouest du Sous-continent il se positionna clairement du côté de Bal Gangadhar Tilak, tout comme V. O. Chidambaram Pillai, en faveur de la lutte armée contre les Britanniques, et ce en opposition à une approche modérée défendue par d’autres.
Basé à Madras (actuel Chennai) Bharathi s’intensifia ses actions militantes : soutien aux condamnés par les autorités coloniales, publication des champs patriotiques. En réponse aux répressions politiques anglaises croissantes et à l’arrestation du directeur de l’hebdomadaire India, il prit la décision d’aller se réfugier à Pondichéry française.

### Séjour à Pondichéry
Pondichéry alors terre française accueillait de nombreux indépendantistes et opposants au Raj britannique. Subramanya Bharathi fut accueilli avec le statut d’un personnage connu. Il y aura passé dix ans de sa vie de 1908 à 1918, période durant laquelle ses productions littéraires furent nombreuses, variées et engagées, ses revendications militantes acerbes et persistantes, et ses échanges intellectuels avec les autres exilés bénéfiques pour la construction d’une nouvelle société.

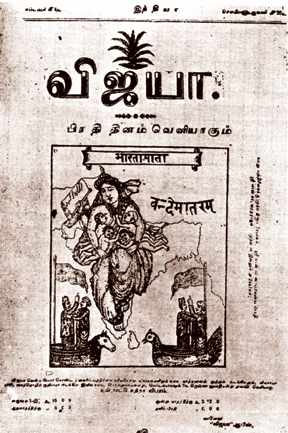
Page de couverture de Vijaya en 1909, d'abord publié à Madras, puis à Pondichéry. La page présente "Mère Inde" (Bharat Mata).

Bharathi continua de plus belle ses activités d’écriture et de publication : reprise de l’hebdomadaire India, nouvelles publications, un quotidien tamoul Vijaya, un hebdomadaire local Suryodayam, de nouveaux champs patriotiques pour encourager les revendications contre les Anglais, qui réclamaient aux autorités françaises son extradition. Mais une modification de circonstance apportée par les hommes politiques locaux à la réglementation d’hébergement des habitants des Indes britanniques avait permis à Bharathi de rester à Pondichéry. Cette clause avait consisté à obtenir la caution de 5 notables locaux pour rester dans le Territoire français, le poète et ses compagnons l'obtinrent évidemment sans peine. Les autorités anglaises pensèrent alors à une solution plus radicale, supprimer l’Inde française de la carte en offrant à la France en échange des possessions anglaises aux Antilles. Les élus de Pondichéry au Parlement français, le député Paul Bluysen entre autres, alertés à temps firent échouer ce projet et Bharathi put continuer son travail de sape contre la présence britannique.
Mais les Anglais réagirent en interdisant les écrits de Bharathi dans le reste du sous-continent, réduisant ainsi l’activisme de Bharathi, qui se consacra à l’étude des textes sacrés, à la philosophie indienne, à l’apprentissage du Français. Il mit à contribution cette situation pour nouer davantage contact avec les notables locaux comme Calvé Sankara Chettiar et se lier d’amitié avec les exilés des Indes britanniques, comme Sri Aurobindo ou V. V. S. Ayer, un autre intellectuel révolutionnaire.
Son séjour à Pondichéry se conjugua également comme les années les plus productives pour ses œuvres littéraires et poétiques. En 1912 il traduisit en tamoul la Bhagavad-Gita, le Yoga Sutra de Patañjali, composa 3 de ses œuvres majeures, Les Jeux de Kannan (tamoul : கண்ணன் பாட்டு, kaṇṇaṉ pāṭṭu), La complainte du Kouyil (tamoul : குயில் பாட்டு, kuyil pāṭṭu) et Panchali Sabatham, la 1re partie (tamoul : பாஞ்சாலி சபதம், Pāñjāli çapatam). Pris de passion pour la culture et la littérature française, en plus de la maîtrise du tamoul, du telugu, du sanskrit, du hindi et de quelques notions de l’arabe, Subramaniya Bharathiyar commençait l’apprentissage du français. Il publia le nouvel abécédaire et une fable en anglais The Fox with the golden tail en 1914, l’année suivante il réunit certains d’un contingent de combattants pondichériens en partance pour la France métropolitaine en guerre pour les encourager à être vaillants au combat et ainsi prouver aux yeux des Occidentaux l’esprit de résistance tamoule!
Malgré son implication dans la vie quotidienne et intellectuelle locale, notamment après le cyclone dévastateur de 1916 en aidant les Pondichériens à reconstruire leur habitat, Bharathi souffrait de ne pas pouvoir d’une part quitter le comptoir français et participer directement au mouvement indépendantiste contre les Britanniques et d’autre part publier ses écrits qui s’accumulaient.